# Heda Armour
Heda Armor (1914–1996), mais tarde Heda Munro e Heda Napper, foi uma pintora e gravadora britânica.

## Biografia
Hedvig (Heda) Sophie Armor nasceu no dia 23 de maio de 1914 em Recife, no Brasil, filha de Stewart e Gabrielle Matilda (nascida Crosse) Armor. Depois de uma educação particular, Armor estudou na Guildford School of Art de 1930 a 1933 antes de passar seis anos a estudar na Academia Real Inglesa, onde os seus professores incluíam Walter Thomas Monnington e Sir Walter Westley Russell. Armour passou a exibir regularmente o seu trabalho na Academia Real Inglesa em Londres e em outras localidades da Grã-Bretanha. Ela morava em Cranleigh, em Surrey, e o Museu Britânico guarda uma parte do seu trabalho.